# Franz von John
Franz von John (Bruck an der Leitha, 20 novembre 1815 – Vienna, 25 maggio 1876) è stato un generale e politico austriaco.

## Biografia
Franz von John frequentò ancora in gioventù l'accademia militare di Wiener Neustadt dalla quale uscì nel 1835 col grado di sottotenente di fanteria venendo subito inquadrato nell'ambito del reggimento comandato dall'arciduca Francesco Carlo. Nel 1845 come luogotenente generale passò in Italia dove fu al comando di Radetzky e nel 1848 venne promosso Capitano dopo essersi distinto nell'ambito delle rivolte rivoluzionarie e nella Battaglia di Goito ed in quella di Volta.
Nel 1857 venne promosso al rango di Colonnello ed ottenne il titolo di barone, mentre nel 1859 venne posto quale stato maggiore del VI corpo d'armata di stanza in Alto Adige. Dal 1860, promosso Maggiore Generale fu capo di stato maggiore dell'armata di von Benedek nell'Italia meridionale ove rimase sino al 1866 quando al comando dell'arciduca Alberto si distinse nella Battaglia di Custoza del 24 giugno passando quindi nella parte settentrionale della penisola ove condusse gli ultimi scontri in Italia.
Nel maggio del 1867 venne nominato senatore e nel dicembre di quello stesso anno divenne Segretario Imperiale per la Guerra. Con questo incarico, equiparato ben presto al rango di ministro, svolse importanti riforme nell'esercito decentrando i poteri e radicandoli sul territorio, nonché introducendo nuove norme sulla coscrizione obbligatoria. Nel gennaio del 1868, ad ogni modo, si dimise dall'incarico e divenne Landeskommandierender a Graz con la promozione a Feldzeugmeister e rimase quale capo di stato maggiore dell'esercito sino al marzo del 1869 quando decise di ritirarsi a vita privata.
Morì a Vienna il 25 maggio 1876. La capitale austriaca gli ha dedicato una sua via in segno di ammirazione.